# Fort de Buade

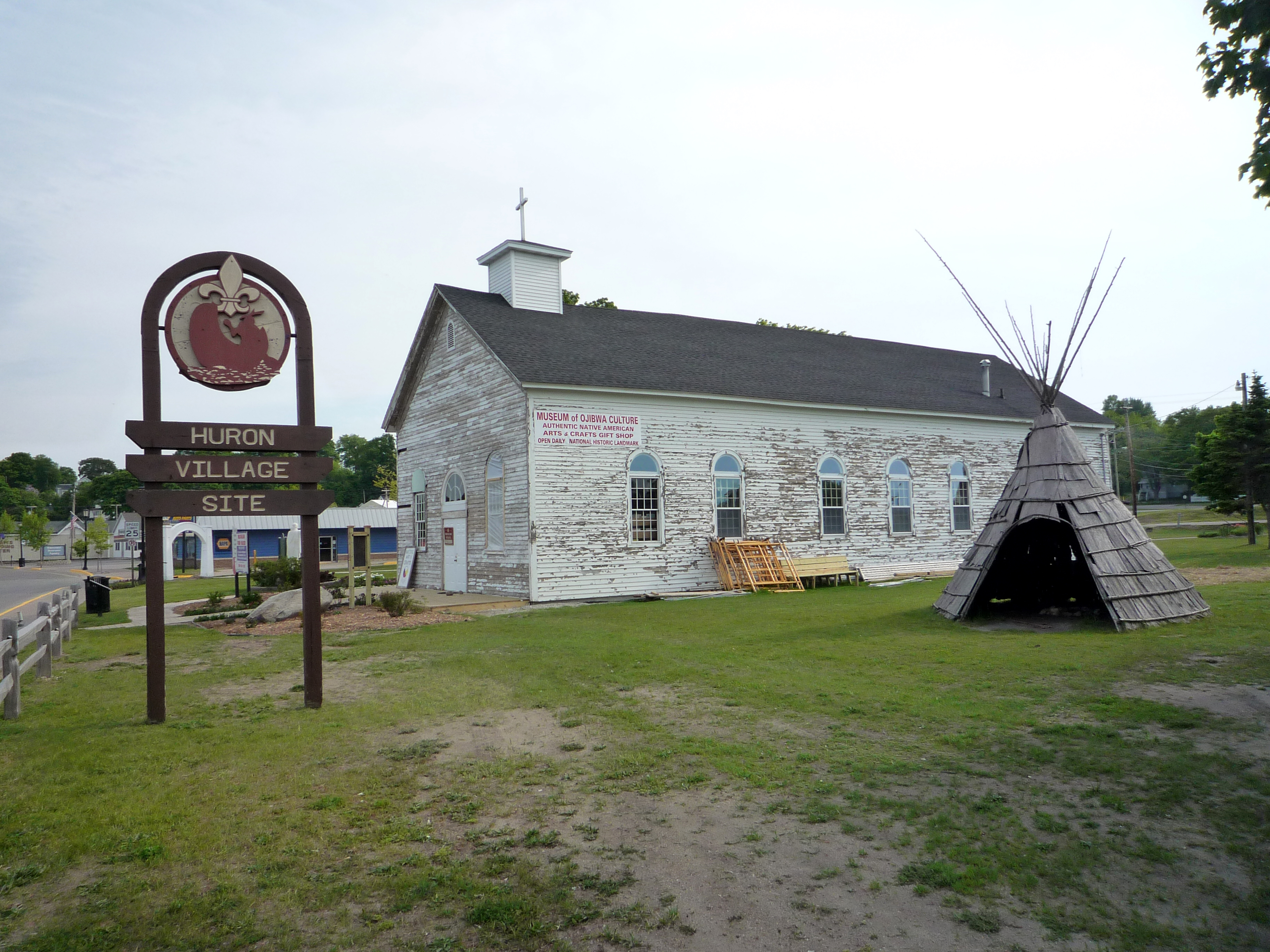
El Museo de Cultura Ojibwa se encuentra en el sitio de un pueblo hurón, así como la Misión original de San Ignacio, fundada por el padre Jacques Marquette, que también fue enterrado en el sitio (Misión de San Ignacio).

Fort Buade fue un puesto militar y comercial construido en 1683 en el extremo norte del estrecho de Mackinac (Straits of Mackinac), entre los lagos Míchigan y Hurón para proteger la Misión de San Ignacio que el padre Marquette había fundado en 1671.
Fort Buade se encuentra cerca del municipio de Saint Ignace, que se encuentra en el Estado de Míchigan (EE. UU.). St. Ignace es la sede del Condado de Mackinac.
Después del colapso del mercado de pieles en Francia al final del siglo XVII (que habían sobrecargado los mercados de la metrópoli), el Ministerio de la Marina decidió cerrar los puestos en Pays d'en Haut y algunos otros en el País de los Ilinueses (Pays des illinois), entre ellos Fort Buade, a pesar de la intensa presión de las autoridades coloniales en Canadá. En 1701, Antoine de Lamothe-Cadillac, bajo la autoridad del ministerio, cerró el puesto y llevó la guarnición con él al Fort Pontchartrain que acababa de erigir. La misión sufrió el mismo destino.

## Anexos